# Mike Posma
Mike Posma (* 16. Dezember 1967 in Medford, New Jersey) ist ein ehemaliger US-amerikanischer Eishockeyspieler und -trainer. Er war unter anderem in der DEL für die Adler Mannheim aktiv. Zuletzt trainierte er den SHC Fassa aus der italienischen Serie A1.

## Spielerkarriere
Mike Posma wurde im NHL Entry Draft 1986 von den St. Louis Blues an 31. Position in der zweiten Runde verpflichtet. Obwohl eine Verpflichtung in der zweiten Runde der Draft fast immer eine NHL-Karriere nach sich zieht, spielte Posma nie in dieser Liga. Stattdessen lief er vier Jahre für die Universitätsmannschaft der Western Michigan University in der NCAA auf. In 240 Spielen gelangen ihm dabei 174 Scorerpunkte. Für einen Verteidiger war dies in einer Universitätsmannschaft ein hervorragender Wert. 1987 nahm er mit dem Team USA an der Weltmeisterschaft der Junioren in der Tschechoslowakei teil. Er erzielte zwei Tore in sieben Spielen. In der Saison 1990/91 lief er dann zum einzigen Mal für eine Spielrunde für eine US-amerikanische Profieishockeymannschaft auf – den Utica Devils einer Mannschaft der American Hockey League (AHL). Und kam auch hier mit 49 Scorerpunkten in 78 Spielen sehr gute statistische Bilanz.
1991 wechselte Posma zum SC Lyss in die Schweiz für eine Saison. 1992 wechselte er zum HC Thurgau, der damals in der Nationalliga B spielte. Dort spielte er fünf Jahre lang. Nach einer sehr erfolgreichen Saison 1996/97 stieg er in die Nationalliga A auf und erhielt einen Vertrag beim EHC Kloten. Dieser Mannschaft blieb er für 22 Spiele treu und wechselte noch in der laufenden Saison zum amtierenden Deutschen Meister der DEL, die Adler Mannheim. In 18 Spielen erzielte er nur einen Scorerpunkt, musste dafür aber für 66 Minuten auf der Strafbank Platz nehmen. Obwohl er mit der Mannschaft den Gewinn des deutschen Meistertitels wiederholte, wurde er wohl auch aufgrund seiner unerklärlichen mangelnden Disziplin nicht weiter verpflichtet. In der Nationalliga B beendete er dann beim EHC Chur nach 58 weiteren Spielen und erneut guten 52 Scorerpunkten seine aktive Karriere.

## Trainerkarriere
Posmas Spielerkarriere ging fließend in eine Trainerkarriere in der Schweiz über. Zunächst war er beschäftigt als Assistenztrainer des EHC Chur und danach des Lausanne HC, bevor er im Jahr 2003 zum SC Langenthal, einem Verein der Nationalliga B, als Cheftrainer wechselte. Im Frühjahr des Jahres 2007 wurde er aufgrund eines Fehlstarts der Mannschaft in die Play-offs gegen die GCK Lions entlassen. In der Schweiz wurde jedoch auch darüber spekuliert, dass Posmas übermäßiger Alkoholkonsum mit ein Grund für seine Entlassung war.
Im Jahr 2005 geriet Posma mit dem Gesetz in Konflikt. Mitten in den damaligen Play-offs war er in eine Polizeikontrolle geraten. Die Polizeibeamten stellten dabei fest, dass er betrunken seinen PKW geführt hatte. Anschließend wurde er Trainer beim slowenischen Spitzenclub HDD Olimpija Ljubljana in der EBEL. Allerdings wurde er im Oktober 2008 entlassen, nachdem das Team aus acht Spielen lediglich drei Punkte gewann.
Anfang November 2009 wurde er vom abgeschlagenen Letzten der EBEL, HK Acroni Jesenice, als Cheftrainer verpflichtet. Im September 2010 wurde bekannt, dass er in der Saison 2010/11 hinter der Bande des SHC Fassa aus der italienischen Serie A1 steht. Im Dezember 2010 wurde der US-Amerikaner jedoch seines Amtes enthoben und durch Miroslav Fryčer ersetzt.

## Erfolge und Auszeichnungen
- 1988 CCHA Second All-Star Team
- 1998 Deutscher Meister mit den Adler Mannheim
- 1999 NLB-Meister mit dem EHC Chur